# La León
La León es una coproducción de Francia y Argentina de 2007 con temática homosexual dirigida por Santiago Otheguy.

## Argumento
Álvaro se encuentra en medio de la naturaleza salvaje. Una isla de la costa de Argentina donde gana lo suficiente para vivir sin ningún tipo de lujo, pescando y talando juncos.
El tiempo no pasa alrededor de Álvaro, que vive en un mundo ajeno al resto, en un equilibrio mantenido durante años. En esa situación, la homosexualidad de Álvaro y su amor por los libros le cierran mucho más las pocas posibilidades que tiene la zona. 
La única manera de salir de ese lugar y relacionarse con el resto del mundo es «La León», una pequeña embarcación propiedad de el Turu, que viaja diariamente llevando isleños de un lado a otro.

## Festivales
- Berlinale 2007: Panorama Special.[1]